# Збірна Польщі з хокею із шайбою
Збірна Польщі з хокею із шайбою (пол. Reprezentacja Polski w hokeju na lodzie mężczyzn) — національна збірна команда Польщі, яка представляє свою країну на міжнародних змаганнях з хокею із шайбою. Управління збірною здійснюється Польським союзом хокею із шайбою.
Найвище досягнення: 2-ге місце на чемпіонаті Європи 1929 і 4-те місце на домашньому чемпіонаті світу 1931 у місті Криниця-Здруй і зимових Олімпійських іграх 1932. Всього збірна Польщі виступала на зимових Олімпійських іграх 13 разів.
У світовому рейтингу ІІХФ команда посідає 22-ге місце.

## Виступи на Олімпійських іграх
- 1920 — не кваліфікувалася
- 1924 — не кваліфікувалася
- 1928 — 10-те місце
- 1932 — 4-те місце
- 1936 — 9-те місце
- 1948 — 7-ме місце
- 1952 — 6-те місце
- 1956 — 8-ме місце
- 1960 — не кваліфікувалася
- 1964 — 9-те місце
- 1968 — не кваліфікувалася
- 1972 — 6-те місце
- 1976 — 6-те місце
- 1980 — 7-ме місце
- 1984 — 8-ме місце
- 1988 — 10-те місце
- 1992 — 11-те місце
- 1994 — не кваліфікувалася
- 1998 — не кваліфікувалася
- 2002 — не кваліфікувалася
- 2006 — не кваліфікувалася
- 2010 — не кваліфікувалася
- 2014 — не кваліфікувалася
- 2018 — не кваліфікувалася
- 2022 — не кваліфікувалася

## Виступи на чемпіонатах світу
- 1930 — 5-те місце
- 1931 — 4-те місце
- 1933 — 7-ме місце
- 1935 — 10-те місце
- 1937 — 8-ме місце
- 1938 — 7-ме місце
- 1939 — 6-те місце
- 1947 — 6-те місце
- 1955 — 7-ме місце
- 1957 — 6-те місце
- 1958 — 8-ме місце
- 1959 — 11-те місце
- 1961 — 5-те місце Група B
- 1963 — 4-те місце Група B
- 1965 — 1-ше місце Група B
- 1966 — 8-ме місце
- 1967 — 1-ше місце Група B
- 1969 — 2-ге місце Група B
- 1970 — 6-те місце
- 1971 — 2-ге місце Група B
- 1972 — 1-ше місце Група B
- 1973 — 5-те місце
- 1974 — 5-те місце
- 1975 — 5-те місце
- 1976 — 7-ме місце
- 1977 — 2-ге місце Група B
- 1978 — 1-ше місце Група B
- 1979 — 8-ме місце
- 1981 — 2-ге місце Група B
- 1982 — 3-тє місце Група B
- 1983 — 2-ге місце Група B
- 1985 — 1-ше місце Група B
- 1986 — 8-ме місце
- 1987 — 1-ше місце Група B
- 1989 — 8-ме місце
- 1990 — 6-те місце Група B
- 1991 — 4-те місце Група B
- 1992 — 12-те місце
- 1993 — 2-ге місце Група B
- 1994 — 3-тє місце Група B
- 1995 — 3-тє місце Група B
- 1996 — 5-те місце Група B
- 1997 — 5-те місце Група B
- 1998 — 7-ме місце Група B
- 1999 — 7-ме місце Група B
- 2000 — 4-те місце Група B
- 2001 — 1-ше місце Дивізіон IA
- 2002 — 14-е місце
- 2003 — 2-ге місце Дивізіон IA
- 2004 — 3-тє місце Дивізіон IB
- 2005 — 2-ге місце Дивізіон IA
- 2006 — 3-тє місце Дивізіон IB
- 2007 — 2-ге місце Дивізіон IA
- 2008 — 3-тє місце Дивізіон IA
- 2009 — 4-те місце Дивізіон IB
- 2010 — 3-тє місце Дивізіон IB
- 2011 — 4-те місце Дивізіон IB
- 2012 — 2-ге місце Дивізіон IB
- 2013 — 2-ге місце Дивізіон IB
- 2014 — 1-ше місце Дивізіон IB
- 2015 — 3-тє місце Дивізіон IA
- 2016 — 3-тє місце Дивізіон IA
- 2017 — 4-те місце Дивізіон IA
- 2018 — 6-те місце Дивізіон IA
- 2019 — 2-ге місце Дивізіон IB
- 2022 — 1-ше місце Дивізіон IB
- 2023 — 2-е місце Дивізіон ΙА
- 2024 — 16-е місце
- 2025 — 5-е місце Дивізіон ΙА

## Статистика гравців
| Кількість матчів 1. Генрик Грут — 248 2. Єжи Потц — 191 3. Себастьян Гонера — 188 4. Дамьян Слабонь — 181 5. Міхал Гарбоч — 179 6. Валентій Зентара — 179 7. Марек Холева — 169 |

## Тренери
- Вільгельм Рибак (1926)
- Тадеуш Адамовський (1927—1930)
- Гарольд Фарлоу i  Владислав Віро-Кіро (1931)
- Тадеуш Сахс (1932—1935)
- Александер Тупальський i  Люцьян Кулей (1936)
- Тадеуш Сахс (1937)
- Пшемислав Вармінський (1938)
- Зенон Парушевський (1939)
- Едвард Павлоський (1946)
- Вацлав Кухар (1947)
- Збігнев Каспшак (1948)
- Владислав Бабінський (1949)
- Кароль Гіршберг (1950)
- Владислав Міхалік (1950)
- Мечислав Каспшицький (1951—1953)
- Віталіс Людвічак і  Казімєж Османський (1955)
- Мечислав Палюс і  Владислав Віро-Кіро (1955—1956)
- Антонін Гауквіс (1956—1957)
- Анджей Волковський i  Владислав Віро-Кіро (1957—1958)
- Альфред Гансінец (1959)
- Стефан Цоріх (1960—1961)
- Гері Г'юз (1962—1964)
- Маріан Єжак (1964—1965)
- Здзіслав Маселко (1966—1969)
- Анатолій Єгоров (1969—1975)
- Юзеф Курек (1975—1977)
- Славомір Бартон (1977—1979)
- Чеслав Борович (1979—1982)
- Еміль Нікодемович (1982—1984), (1989—1990)
- Лешек Лейчик (1984—1989), (1990—1992)
- Евальд Грабовський (1992—1994)
- Володимир Сафонов (1994—1996)
- Анджей Ткач (1996—1997)
- Людек Букач (1997—1999)
- Віктор Пиш (1999—2004)
- Андрій Сидоренко (2004—2005)
- Рудолф Рогачек (2005—2008)
- Петер Екрот (2008—2009)
- Віктор Пиш (2009—2012)
- Ігор Захаркін (2012—2014)
- Яцек Плахта (2014—2017)
- Тед Нолан (2017—2018)
- Томаш Валтонен (2018—2020)
- Роберт Калабер (з 2020)

## Відомі гравці
- Кшиштоф Оліва
- Маріуш Черкавський
- Войтек Вольський